# Nuttallides
Nuttallides es un género de foraminífero bentónico de la subfamilia Nuttallidinae, de la familia Epistomariidae, de la superfamilia Asterigerinoidea, del suborden Rotaliina y del orden Rotaliida. Su especie tipo es Eponides truempyi. Su rango cronoestratigráfico abarca desde el Landeniense (Paleoceno superior) hasta el Priaboniense (Eoceno superior).

## Clasificación
Nuttallides incluye a las siguientes especies:
- Nuttallides bradyi †
- Nuttallides carinotruempyi †
- Nuttallides concentricus †
- Nuttallides cretatruempyi †
- Nuttallides florealis †
- Nuttallides decorata †
- Nuttallides galiciensis †
- Nuttallides intermediatus †
- Nuttallides lusitanica †
- Nuttallides primitivus †
- Nuttallides rudis †
- Nuttallides rugosus †
- Nuttallides takayanagii †
- Nuttallides tholus †
- Nuttallides truempyi †
- Nuttallides umbonifera †